# 加美杏奈

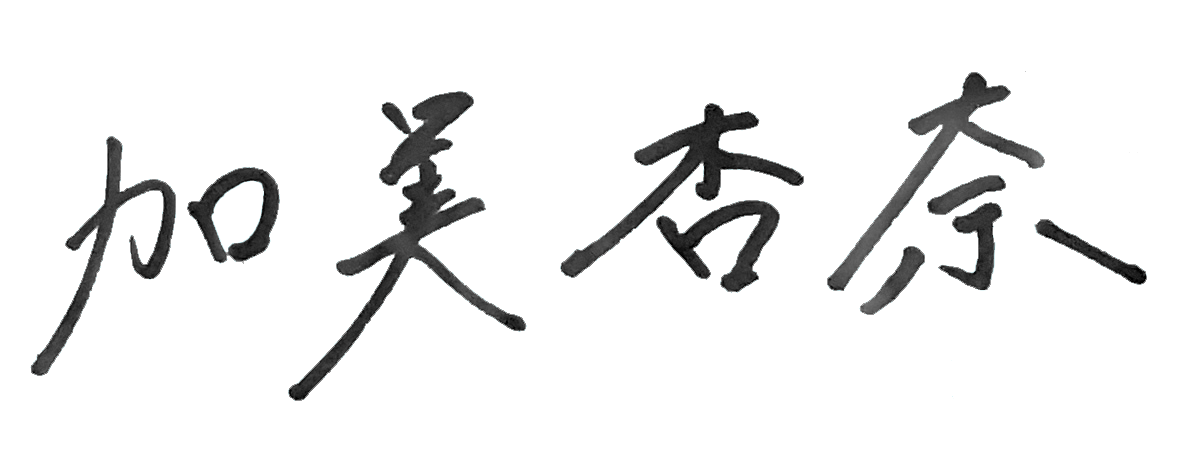
署名（2020年）

加美 杏奈（かみ あんな、1996年9月1日 - ）は、日本のタレント、インフルエンサー。元AV女優。女優時代の所属事務所はマインズ。

## 略歴
2020年1月13日、『神ランク美少女がアイポケ大型専属、決定!』をキャッチコピーにアイデアポケット専属として『FIRST IMPRESSION 138 笑顔もSEXも最高過ぎて大型契約、決定! 加美杏奈』でAVデビュー。
デビューのきっかけは、しばらく同棲していた40歳の彼氏とセックスレスになったことで、友人からAV観賞を勧められ、初めて観た日菜々はのんの作品に興味を持ったため。デビュー以前は一般企業のOL（後述のように広報担当）。
2020年6月、グラフィスが選ぶヌード美女10人の一人に選出され週刊ポストに撮りおろしグラビアが掲載。同年よりCSテレビ番組『カミマイ』でMCを務め、配信番組『はだかいっかん』、『古舘ch』などでも活動する。
2021年11月、桃乃木かな、相沢みなみ、楓カレン、天海つばさ、希島あいり、西宮ゆめ、桜空もも、岬ななみ、明里つむぎ、梓ヒカリ、二葉エマ、藤井いよな、白峰ミウ、神菜美まいと共に『We are IdeaPocket! アイポケキャンペーン』のキャンペーンガールに選出。
2022年3月には、うんぱい、竹内有紀、小野六花と共に『新生活応援キャンペーン』のキャンペーンガール、また9月には、小宵こなん、楪カレン、松本いちか、小花のんと共に『G PROJECT 10th ANNIVERSARY 大人のおもちゃキャンペーン2022』のキャンペーンガール、さらに12月には、miru、小野六花、伊藤舞雪、山岸逢花、竹内有紀と共に『歳末新春SUPERキャンペーン2022-2023』のキャンペーンガールに選出された。
2023年2月には、桃乃木かな、相沢みなみ、桜空もも、天海つばさ、希島あいり、西宮ゆめ、明里つむぎ、二葉エマ、梓ヒカリ、古川ほのか、八蜜凛、庵ひめかと共に『We are IdeaPocket! アイポケキャンペーン2023』のキャンペーンガールに選出。
2023年5月に発表されたアサヒ芸能「2023現役AV女優SEXY総選挙」第34位。
同年9月8日発売、『引退作品 即勃たせてくれるアゲまん 呼べば即舐め絶倫フェラチオ が～るふれんど。-The FINAL LOVE BOMB- 加美杏奈』をもってAV女優を引退。引退作は2023年8月9日に各販売サイトで公表され、長らくレギュラーMCを務めた「はだかいっかん!」でも明かされた。番組サイドは9月まで出演予定であったが、事務所と話し合いを持ち今後出演オファーしないことを告知。ただし広告などの契約は9月まで締結している。同年8月31日、X（Twitter）を更新し改めて加美本人から引退が報告された。事務所やメーカーのスタッフに感謝したほか、AV業界へと導いてくれた人物として男優の志戸哲也にも謝辞を述べた。
2025年2月28日、志戸哲也との結婚を発表。日付は加美の実際の誕生日が2月29日のうるう日で、2月28日を記念日にすれば毎年お祝いできるという志戸の提案によるもの。

## 人物
- 趣味・特技は、読書、料理、新体操、ダンス[2]。新体操は、幼稚園から高校まで続けていた[24]。身体が柔らかく、撮影の際に監督から騎乗位を褒められる[25]。
- 高田馬場にある専門学校のスタイリスト学科出身[26]。姉と妹がいる3姉妹の次女[26]。
- もともと目指していたのはスタイリスト[27]。薄給のため経験のあったバーレスク系ダンサーとして働き始めたのが夜の仕事のきっかけ[27]。その後ゴルフウェアを扱う企業の広報担当[28]として2年間勤務[29]。「このままだとつまらない人間になる」と思い退職し、AV女優となる[29]。引退後のインタビューでは事務所を紹介したのは、のちに夫となる志戸だったと明かしている[30]。
- AV出演を義兄の友人に知られてしまい、そこから姉に伝わり親の耳に入った。親から「これアナタよね?」と加美杏奈のウィキペディアを見せられ真実を打ち明けた。「応援はできないけど、頑張ってね」と声を掛けられたという[29]。
- MCとしての活動も多いが、「MC加美杏奈」のルーツは事務所の先輩でもある小島みなみのトークスキルを間近で体験できたことが大きい[31]。
- いずれは自分のブランドを持ち、服飾系で起業することを目標としていた[27]。

## 作品

### アダルトビデオ
| 発売日   | タイトル | 規格品番 | 規格品番 | メーカー         | 備考 |
| 発売日   | タイトル | DVD      | BD       | メーカー         | 備考 |
| -------- | --- | -------- | -------- | ---------------- | ---- |
| 1月13日  | FIRST IMPRESSION 138 笑顔もSEXも最高過ぎて大型契約、決定! 加美杏奈                                                                                                   | IPX-422  | 9IPX-422 | アイデアポケット |      |
| 2月13日  | イクイク連発!! 神ランク美少女初体験4本番スペシャル 【専属第2弾】笑顔もSEXも最高の美少女 初めて尽くし全7コーナー! 加美杏奈                                            | IPX-435  | 9IPX-435 | アイデアポケット |      |
| 3月13日  | 神カワ新人ソープ嬢が精一杯のおもてなし ドキドキの初体験! イチャイチャご奉仕スペシャルソープ 加美杏奈                                                                 | IPX-449  |          | アイデアポケット |      |
| 4月13日  | キレイなお姉さんと交わすヨダレだらだらツバだくだく濃厚な接吻とセックス 加美杏奈                                                                                      | IPX-464  |          | アイデアポケット |      |
| 5月13日  | 女教師集団レ×プ輪姦 加美杏奈 | IPX-481  |          | アイデアポケット |      |
| 6月13日  | もうセックスなしでは生きていけない… 絶頂イキ186回 マ○コ痙攣2236回 鬼ピストン3687回 快感潮 測定不能 絶頂覚醒 加美杏奈                                                 | IPX-500  | 9IPX-500 | アイデアポケット |      |
| 8月13日  | 出張先相部屋NTR 絶倫の上司に一晩中何度もイカされ続けた美人女子社員 加美杏奈                                                                                          | IPX-513  | 9IPX-513 | アイデアポケット |      |
| 9月13日  | 突撃! 単体女優加美杏奈が噂の風俗店に体当たりガチ潜入リポート! ピンサロ! M性感! アロマ性感マッサージ! ハプニングバーとカラダとアソコを張りまくって体験取材!! 加美杏奈 | IPX-524  | 9IPX-524 | アイデアポケット |      |
| 10月13日 | 俺のことが昔から大好きな幼馴染に1ヶ月の禁欲をさせて彼女不在中にハメまくった甘くも切ない3日間 加美杏奈                                                                | IPX-549  | 9IPX-549 | アイデアポケット |      |
| 11月13日 | 死ぬほど大嫌いな上司と出張先の温泉旅館でまさかの相部屋に… 醜い絶倫おやじに何度も何度もイカされてしまった私。加美杏奈                                                 | IPX-563  |          | アイデアポケット |      |
| 12月13日 | 僕の恋人が家で待ってるのに、 終電逃し先輩女子社員の家に泊まる流れに… ノーパンノーブラ部屋着に興奮した絶倫のボクは一晩中ヤりまくった。。。 初誘惑作品 加美杏奈        | IPX-579  |          | アイデアポケット |      |

| 発売日   | タイトル | 規格品番 | 規格品番 | メーカー         | 備考       |
| 発売日   | タイトル | DVD      | BD       | メーカー         | 備考       |
| -------- | --- | -------- | -------- | ---------------- | ---------- |
| 1月13日  | 形勢逆転! 即尺デリヘル呼んだら、会社のいじわるな女上司だった。 ムカツク女に性裁! ストレス発散ピストン炸裂! 加美杏奈 | IPX-595  |          | アイデアポケット |            |
| 2月13日  | もう好きにして… 身動き取れない拘束状態で理性なくなるまで絶頂狙う最終段階追い込みFUCK 加美杏奈                       | IPX-611  |          | アイデアポケット |            |
| 3月13日  | おじさん大好き痴女美少女が中年チ○ポを射精へ誘う焦らし寸止め舐めまくり性交 加美杏奈                                  | IPX-626  |          | アイデアポケット |            |
| 4月13日  | 丁寧淫語で優しく焦らすランジェリー回春痴女エステ 射精するまで帰さない 加美杏奈                                      | IPX-640  |          | アイデアポケット |            |
| 4月13日  | 加美杏奈1st神BEST デビュー1周年記念8タイトル8時間加美様の言う通り                                                   | IDBD-839 |          | アイデアポケット | 単体ベスト |
| 5月13日  | 「妹にはナイショね…」 彼女の姉貴のノーパンいたずら誘惑にハマって浮気ピストンが止まらない。加美杏奈                  | IPX-657  |          | アイデアポケット |            |
| 6月13日  | 絶頂137回! 大痙攣129回! 潮吹き7900cc! エロス極限突破トランス絶頂FUCK 加美杏奈                                       | IPX-672  |          | アイデアポケット |            |
| 7月13日  | 乳首敏感ボーイズ必見! にゃんにゃんアイドル乳首エステ 加美杏奈                                                       | IPX-688  |          | アイデアポケット |            |
| 8月13日  | ガチファンお宅訪問SP イカれたファン選抜7人 何度も射精したいガチファンを加美杏奈の超テクで限界ヌキSEX 計15発 4時間   | IPX-705  |          | アイデアポケット |            |
| 9月14日  | 神対応「加美」ちゃんのバキュームフェラ5分我慢できれば「加美杏奈」本人とSEXし放題in渋谷 渾身のフェラテク炸裂!!       | IPX-723  |          | アイデアポケット |            |
| 10月12日 | 大乱交バトルロイヤル ノーカット2時間! ノンストップ追撃SEX! 加美杏奈                                                 | IPX-741  |          | アイデアポケット |            |
| 11月9日  | 神尻あんな先生の全力応援はげま尻セックス 加美杏奈                                                                   | IPX-757  |          | アイデアポケット |            |
| 12月14日 | Go To Beach!! 逆ナンワゴンで素人さん痴女ってみた!! 「ヌイてアゲルから乗ってく?」 加美杏奈                           | IPX-775  |          | アイデアポケット |            |

| 発売日   | タイトル | 規格品番 | 規格品番 | メーカー         | 備考       |
| 発売日   | タイトル | DVD      | BD       | メーカー         | 備考       |
| -------- | --- | -------- | -------- | ---------------- | ---------- |
| 1月11日  | 旦那への罪悪感を覚えつつ今日も義父の濃密レ●プに繰り返し絶頂を… 加美杏奈                                                | IPX-793  |          | アイデアポケット |            |
| 2月8日   | 大好きな婚約者の兄は、昔私を犯し続けた粘着ストーカーだった 加美杏奈                                                    | IPX-810  |          | アイデアポケット |            |
| 3月8日   | 美人家庭教師あんな先生の接吻レクチャー個人レッスン 加美杏奈                                                            | IPX-830  |          | アイデアポケット |            |
| 4月12日  | 気高き絶対的エース女捜査官 形勢逆転の完堕ち肉便器輪姦。加美杏奈                                                        | IPX-849  |          | アイデアポケット |            |
| 5月10日  | 加美杏奈と過ごすヤリまくり温泉旅行ドキュメント! ハメ撮り! すっぴん! ほろ酔い! エロ曝け出すハメ撮りSEX!                 | IPX-866  |          | アイデアポケット |            |
| 6月14日  | ズボラ義理姉の無自覚食い込みTバック尻にガマンできず真夏の暴走バックピストン! 加美杏奈                                  | IPX-883  |          | アイデアポケット |            |
| 7月12日  | －媚薬で翌朝まで覚醒絶頂－ キメセク相部屋NTR姦 「大嫌いなのに… 別れたはずなのに…。」 加美杏奈                          | IPX-899  |          | アイデアポケット |            |
| 7月12日  | The加美杏奈 2nd BEST 8時間 -KAMIKAZE- 神作品12タイトル! 24本番!                                                        | IDBD-868 |          | アイデアポケット | 単体ベスト |
| 8月9日   | 出張先が記録的豪雨で童貞部下と突然相部屋に… 雨で濡れた身体に興奮した部下に襲われ朝まで9発のびしょ濡れ絶倫性交 加美杏奈 | IPX-915  |          | アイデアポケット |            |
| 9月13日  | 実験ドキュメント!! 24時間監視軟禁SEX! 丸1日ぶっ通しで加美ちゃんとヤリまくったらどうなってしまうのか… 加美杏奈          | IPX-932  |          | アイデアポケット |            |
| 10月11日 | バイト先のセクシー美女が大嫌いな店長の指示で際どいミニスカを穿かされセクハラ挿入快楽堕ちしていた。加美杏奈             | IPX-949  |          | アイデアポケット |            |
| 12月13日 | 身代わり肉便器 射精しても射精しても終わらない絶倫極道オヤジとの10日間監禁生活 加美杏奈                                 | IPX-966  |          | アイデアポケット |            |

| 発売日  | タイトル | 規格品番 | 規格品番 | メーカー         | 備考       |
| 発売日  | タイトル | DVD      | BD       | メーカー         | 備考       |
| ------- | --- | -------- | -------- | ---------------- | ---------- |
| 1月10日 | デビュー3周年! 3時間ノンストップ ハメ撮り10発FUCK Special 加美ちゃん独占! ラブホで朝から晩まで缶詰めヤリまくった超絶倫プライベートSEX 加美杏奈                             | IPX-987  |          | アイデアポケット |            |
| 2月14日 | 超接写尻フェチズム肉感アングルSEX 美しい尻を特殊カメラで心底堪能!! 加美杏奈                                                                                                | IPX-979  |          | アイデアポケット |            |
| 3月14日 | 義理の姉の唇が気持ち良すぎて…濃密ベロキス連続SEX 加美杏奈 | IPZZ-004 |          | アイデアポケット |            |
| 4月11日 | 神尻ナースの全力ご奉仕はげま尻セックス 癒しの笑顔とプリケツにしょんぼりチ〇ポもフル勃起射精! 加美杏奈                                                                      | IPZZ-011 |          | アイデアポケット |            |
| 6月13日 | ―火遊び― 純愛不倫沼。 家庭崩壊するほど性交し合った二人… 加美杏奈 | IPZZ-057 |          | アイデアポケット |            |
| 6月13日 | 神様からの贈り物 加美杏奈 3rd BEST 12タイトル24本番8時間 | IDBD-893 |          | アイデアポケット | 単体ベスト |
| 7月11日 | クリぼっちダメ絶対!! クリスマスを一人で過ごす寂し男性を逆ナンしエッチなクリスマスSEXプレゼント 逆ナンドキュメンタリー ガチクリスマスに強行ロケ 加美杏奈                    | IPZZ-060 |          | アイデアポケット |            |
| 8月8日  | イッキできたらヌイてあげる ハシゴ酒でカラミ酒! 飲み屋で逆ナン! その場でコリコリ! 酔うと乳首とチ○ポを犯したくなるビッ痴お姉さんのM男お持ち帰りベロ酔いチクパコ性交 加美杏奈 | IPZZ-085 |          | アイデアポケット |            |
| 9月8日  | 引退作品 即勃たせてくれるアゲまん 呼べば即舐め絶倫フェラチオ が～るふれんど。-The FINAL LOVE BOMB- 加美杏奈                                                                | IPZZ-100 |          | アイデアポケット |            |

### アダルト配信
| 発売日  | タイトル                                                | 品番     | メーカー         | 備考   |
| 2023年  | 2023年                                                  | 2023年   | 2023年           | 2023年 |
| ------- | ------------------------------------------------------- | -------- | ---------------- | ------ |
| 5月26日 | ナチュポケ REC ハメ撮り 加美杏奈 IP女優のありのまま解禁 | IPBZ-001 | アイデアポケット |        |

### アダルトVR
| 発売日  | タイトル | 規格品番 | メーカー         | 備考       |
| 2020年  | 2020年 | 2020年   | 2020年           | 2020年     |
| ------- | --- | -------- | ---------------- | ---------- |
| 8月13日 | 加美杏奈をボクだけ独占! キスしまくりオッパイ揉みまくりチ〇ポしゃぶられまくりのハメ放題! 46時中セックス中毒なボクらのイチャハメ神同棲 | IPVR-076 | アイデアポケット |            |
| 10月1日 | 加美杏奈VR第2弾!! なんでも欲しがる彼女の親友カミちゃんの次のターゲットはひょっとしてボク!? 小悪魔過ぎて逆に大天使! 欲求解消に使われたボクの幸せち〇ぽ!                                                                                                   | IPVR-079 | アイデアポケット |            |
| 2021年  | |          |                  |            |
| 1月7日  | 可愛すぎるあんな先生の無自覚乳チラにボクの絶倫チ◯ポがフル勃起で大暴走! 性欲尽き果てるまで汗だくでとにかく激ピストンしまくったッ! | IPVR-093 | アイデアポケット |            |
| 3月5日  | 天井特化アングル 生ツバだらぁ～り! ねっちょりベロキスと杭打ち騎乗位で深い射精へ誘うさわやかドスケベお姉さんの唾だく接吻エステサロン | IPVR-101 | アイデアポケット |            |
| 5月27日 | 「しゃぶるだけでイイの?」 アナタのテク次第で本番OK!? 恋人気分にさせてくれる神接客ピンサロ嬢と本番!? VR | IPVR-116 | アイデアポケット |            |
| 9月24日 | 「キスしたいんでしょ?」 トロけるディープキスSex VR 激情接吻 【天井特化】ゴム中出し体感作品 | IPVR-140 | アイデアポケット |            |
| 2022年  | |          |                  |            |
| 1月31日 | 「ここでしちゃう?」 2人きりのラブラブ温泉旅行 貸し切り風呂で激ピス汗だく濃密エッチVR 加美杏奈 | IPVR-161 | アイデアポケット |            |
| 3月11日 | 奇跡の神展開!! 見習い美容師・杏奈ちゃんのカットモデルがエロすぎて…!! ボクの無意識勃起をおさめる優しいキスフェラチオVR | IPVR-169 | アイデアポケット |            |
| 5月13日 | 【HQ超高画質!】 加美杏奈に射精の瞬間もベロキスで塞がれたままフィニッシュする究極キス企画第3弾! 人物の色味バッチリ綺麗! ねっとり唾液攻撃でキス中心な痴女的騎乗位! アナタがイクときも加美ちゃんがイク時もキスでビクビク痙攣絶頂!                           | IPVR-177 | アイデアポケット |            |
| 7月15日 | 【初VRナース】 超☆積極的誘惑ナースVR こだわり照明で院内完全再現! キス距離感ナイス・跨りフェラGOOD・白衣セックス最高!! 神ナース杏奈の積極的ザーメン看護!!                                                                                                 | IPVR-186 | アイデアポケット |            |
| 8月19日 | 【HQ超高画質】加美杏奈がアナタを0距離誘惑! 妻が不在の2日間、お色気ムンムンお義姉さんの痴女プレイラッシュに理性は崩壊!? めちゃくちゃ可愛い顔で密着生ツバベロキス! マウント取られてガン振り杭打ち騎乗位! 天井 & 地面特化アングルも満載! 長尺! 2SEX! 9射精! | IPVR-191 | アイデアポケット |            |
| 6月23日 | ＜映像美・距離感・リアル感＞ 最高のプレイヤー体感VR 追撃弾丸ピストンで≪加美杏奈≫を限界までイカせろ!! 「私をイカせて」 | IPVR-218 | アイデアポケット |            |
| 8月18日 | 「今夜は帰りたくない…」 酔って甘えん坊スイッチオンの≪加美杏奈≫をお持ち帰り!! ワンナイトエッチ 8K VR | IPVR-224 | アイデアポケット |            |
| 2025年  | |          |                  |            |
| 5月23日 | 加美杏奈初VRベスト 11作品 × SEXシーン1コーナー丸ごとノーカット収録! オールHQ超高画質! | IPVR-318 | アイデアポケット | 単体ベスト |

### イメージビデオ
| 発売日  | タイトル                 | 規格品番  | 規格品番  | メーカー             | 備考   |
| 発売日  | タイトル                 | DVD       | BD        | メーカー             | 備考   |
| 2021年  | 2021年                   | 2021年    | 2021年    | 2021年               | 2021年 |
| ------- | ------------------------ | --------- | --------- | -------------------- | ------ |
| 2月25日 | 淫蜜 二人旅の夜 加美杏奈 | OAE-208   |           | Aircontrol           |        |
| 8月19日 | Anna 神は舞い降りた!     | REBD-580  | REBDB-566 | REbecca              |        |
| 2022年  |                          |           |           |                      |        |
| 2月4日  | Clarity 加美杏奈         | SS-049    | SS-049B   | ファインピクチャーズ |        |
| 7月27日 | 湯女美人 加美杏奈        | MBRBN-023 |           | スパイスビジュアル   |        |
| 2023年  |                          |           |           |                      |        |
| 4月7日  | etoile 加美杏奈          | SS-081    | SS-081B   | ファインピクチャーズ |        |

### 写真集
- 『Coming Up』（2021年1月26日、ジーオーティー、撮影：鈴木コーダ）ISBN 978-4-8236-0132-3
- 『Solana』（2021年9月16日、双葉社、撮影：植野恵三郎）ISBN 978-4-575-31654-4

### モデル
- ビジュアルヌード・ポーズBOOK act 加美杏奈（2022年4月25日、二見書房、撮影：長谷川朗）ISBN 978-4-576-22049-9
- PIN-UP GIRLS（2023年2月15日、G-STYLE）※参加モデル（50音順）朝倉ここな、うんぱい、小倉由菜、加美杏奈、栗山莉緒、さつき芽衣、白桃はな、宍戸里帆、八木奈々
- WGLuxury Vol.1（2023年4月25日、講談社、撮影：福島裕二）ISBN 978-4-06-531611-5 ※芸能事務所『マインズ』所属女優がモデルを務めたムック本。加美杏奈を含め、計6名のマインズ女優が参加[35]。

### デジタル写真集
- FLASHデジタル写真集R「加美杏奈 お団子スーパールーキー」（4月14日、光文社、撮影：松田忠雄）[3]
- マインズANGELS 三つの誘惑 小倉由菜 唯井まひろ 加美杏奈（8月24日、小学館、撮影：西條彰仁）

- 加美杏奈デジタル写真集『マネージャーが撮ったAV女優 Site and Date』（1月31日、サイゾー）
- ＃NEWLOOK【girl meets street】 加美杏奈（6月1日、ジーオーティー、撮影：黒羽政士）
- ＃Escape 加美杏奈（7月30日、ジーオーティー、撮影：manimanium）
- Count sheep【Nap】 加美杏奈（8月13日、ジーオーティー、撮影：羊肉るとん）
- Count sheep【Sleep】 加美杏奈（8月13日、ジーオーティー、撮影：羊肉るとん）
- マインズ14ガールズ 14人の極上ヌード（11月1日、小学館、撮影：市川智也）
- We are IdeaPocket! Special Photo Book（11月11日、FANZA BEAUTY COLLECTION）- AVメーカー『アイデアポケット』専属女優15名の撮り下ろし写真を収録。

- 新生活応援キャンペーン SPECIAL PHOTO BOOK（3月19日、FANZA BEAUTY COLLECTION）- 「新生活応援キャンペーン2022」キャンペーンガール4名の写真を収録。
- ＃LadyMary 加美杏奈（6月1日、ジーオーティー、撮影：manimanium）
- Clarity デジタル写真集 加美杏奈（7月12日、ファインピクチャーズ、撮影：SHOOTING STAR）
- プレミアムヌードシリーズ 加美杏奈 キラキラで妖艶 週刊現代デジタル写真集（9月12日、講談社、撮影：福島裕二）
- プレミアムヌードシリーズ 加美杏奈 隣の部屋の美脚お姉さん 週刊現代デジタル写真集（9月12日、講談社、撮影：福島裕二）
- G PROJECT 10th ANNIVERSARY 大人のおもちゃキャンペーン SPESIAL PHOTO BOOK（9月30日、FANZA BEAUTY COLLECTION）- 『G PROJECT 10th ANNIVERSARY 大人のおもちゃキャンペーン』キャンペーンガール5名の写真を収録。
- 加美杏奈写真集 Amakami（11月4日、日本ジャーナル出版、撮影：山口勝己）
- 歳末新春SUPERキャンペーン2022-2023 せくしーこれんくしょん（12月15日、FANZA BEAUTY COLLECTION）- 『歳末新春SUPERキャンペーン2022-2023』キャンペーンガール6名の写真を収録。

- We are IdeaPocket! Special Photo Book 2023（2月24日、FANZA BEAUTY COLLECTION）- AVメーカー『アイデアポケット』専属女優13名の撮り下ろし写真を収録。
- etoile デジタル写真集 加美杏奈（5月17日、ファインピクチャーズ、撮影：SHOOTING STAR）
- PIN-UP GIRLS（8月1日、ジーオーティー、撮影：小野寺廣信）

## その他

### カレンダー
- 加美杏奈 2021年カレンダー（2020年10月17日、トライエックス）
- 卓上 加美杏奈 2021年カレンダー（2020年10月17日、トライエックス）
- 加美杏奈 2022年カレンダー（2021年10月23日、SUNCARAT）
- 卓上 加美杏奈 2022年カレンダー（2021年10月23日、SUNCARAT）
- 加美杏奈 2023年カレンダー（2022年10月29日、SUNCARAT）
- 加美杏奈 2023年カレンダー（2022年10月29日、SUNCARAT）

### トレーディングカード
- AVC ジューシーハニーコレクションカード PLUS#12（2021年10月30日、ミント）
- Girl‘s Party Collection -THE FAN♡FUN Trump-（2022年4月15日、Girl‘s Party Collection）※トレーディングカード型トランプシリーズ。
- Girl’s Party Collection -THE FAN♡FUN Trump- 第2弾（2022年8月8日、Girl‘s Party Collection）※トレーディングカード型トランプシリーズ。

### アダルトグッズ
オナホール
- JAPANESE REAL HOLE 生 加美杏奈（2023年2月24日、EXE）

## 出演・連載

### ウェブラジオ
- 加美杏奈のCOME'N COME'N RADIO（2020年4月11日 ‐ 2023年5月6日、radiotalk）[36]
- 岬さくらのさくらじ♡（2023年3月31日、ラジオクロニクル）[37]

### テレビ
- カミマイ!～KamiDance!～（2020年6月16日 ‐ 2023年7月16日、エンタ!959）‐ MC[38]
- ケンコバのバコバコテレビ（2020年6月、サンテレビ・KBS京都・びわ湖放送） - ゲスト[※ 1]
- セクシー女優カラオケグランプリ  ～キラキラした思い出を添えて～（2021年3月31日、BSスカパー!）[41]
- 奈々のトビラ（2022年1月16日・2月16日・10月19日、エンタ!959）[42]
- 月ともぐら（2023年1月6日 - 5月12日、テレビ東京）[43]

### ラジオ
- レコメン！（2021年1月12日[44]・11月24日[45]、文化放送）
- Mラジ Music Treasures 月刊Radiotalk（2022年2月25日、MBSラジオ）
- ねむチキ（2022年9月18日・25日・2023年4月2日・9日、TBSラジオ）

### ウェブテレビ
- 志村&鶴瓶のあぶない交遊録 大最終回スペシャル（2021年1月2日、AbemaTV） - 博士と助手シリーズ 助手役[46][47][48]　※テレビ朝日版は未出演
- カチコチTV #19 #20 NO勃起デート（2021年4月23・30日、FANZA）
- シモネタGP（2021年9月17日 - 9月24日、AbemaTV） - スペシャルサポーター。ドシモネタGPにも出演。
- ロンドンハーツABEMA特別編（2022年5月31日、ABEMA）アンケート協力[49]
- ゴッドタン 第2回セクシー女優愛確かめ選手権（2022年9月17日、Paravi）
- 鶴瓶&ナイナイのちょっとあぶないお正月（2023年1月2日、ABEMA） - 博士と助手シリーズ 助手役[50]

#### ウェブドラマ
- 17.3 about a sex　第1話（2020年9月17日、AbemaTV）‐ 男子生徒が配信で見ていたAV女優役[51]
- 全裸監督2（2021年6月24日 全話配信、Netflix） - 1話、3話

### その他配信番組
- 原田龍二アワー はだかいっかん! （2020年7月24日 - 2020年9月1日、YouTube） - アシスタント。2020年6月5日回にもゲスト出演。
- はだかいっかん!-Born of a woman- （2020年9月4日 - 2023年9月[52]、YouTube） - MC
- 古舘伊知郎公式YouTubeチャンネル「古館Ch」（2021年1月29日 - 、YouTube） - アシスタントMC[53][54]

### ミュージックビデオ
- JINGU「ウンメイ」(2020年）[55][56]

### イメージキャラクター
- 新橋化猫ポーカー倶楽部（2023年6月）スーパーアンバサダー兼ウルトラマスコットガール[57]

### ゲーム
- 社長と美女たちの二重奏（2024年3月6日[58]、CREAM SOFT）- 虹空夏芽 役[59]

### Web連載
- かみちゃんの「しらべぇグルメレポーター」（2020年2月13日[60] - 2021年6月21日[61]、しらべぇ）※執筆は秋山はじめ
- カミのみぞ汁だくッ！（2020年7月31日[62] - 2023年3月24日[63]、FANZAニュース） - 出演作品セルフレビューコラム
- 加美杏奈グラビア連載：Anna 12colors （2020年9月21日 - 2021年8月31日[64]、メンズサイゾー）[65][66]